# کاموف-۳۷
کاموف کا-۳۷ (به انگلیسی: Kamov Ka-37) یک بالگرد ساختِ کارخانهٔ کاموف در کشور روسیه است. این بالگرد برای نخستین بار در ۱۹۹۳ میلادی مورد استفاده قرار گرفت.